# セシル・テイラー
セシル・テイラー（Cecil Taylor、1929年3月25日 - 2018年4月5日）は、アメリカ人のピアニスト、詩人。
クラシック音楽に基づく教育を受けているが、テイラーは一般的にはフリー・ジャズの先駆者として認識されている。テイラーの音楽は、極めて旺盛な生命力や精力を感じさせるものであり、また、肉体的存在を意識させる方法論、複雑でかつ即興によって創り出された音、塊として聞こえてくる音塊、極めて複雑な複層リズム、こうした要素が特徴だと考えることができる。テイラーのピアノ演奏の技術は、長らくパーカッションにたとえられてきた。例えば、「88個の異なる音階に調整されたドラムズ」と表されたりしている。また、テイラーは、「現代音楽(contemporary-classical)の素養を持ったアート・テイタム」などと言い表されてもきた。

## 来歴
セシル・テイラーは、ニューヨーク市のクイーンズに生まれた。母の励ましによって幼少期がら音楽を始め、ピアノを始めたのは6歳のときであった。
1950年、テイラーはボストンからニューヨークに引っ越した。スティーヴ・レイシー、ビュエル・ネイドリンガー、デニス・チャールズとカルテットを結成して活動をはじめた。
テイラーは、音楽のカレッジ（New York College of Music）に通った。また1952年からはボストンのニューイングランド音楽院にも親戚の家から通った。ニューイングランド音楽院においてはピアノ科に籍をおき、作曲・編曲、和声学を学んだ。この時期、ヨーロッパの近代クラシック（特にバルトーク）と現代音楽（特にシュトックハウゼン）に親しんだ。
1955年、最初の録音がボストンにおいて行われ『ジャズ・アドヴァンス』（1956年）として発表された。同作はトム・ウィルソンによる初プロデュース作品でもある。1958年10月にはジョン・コルトレーンと共演してリーダー・アルバム『ステレオ・ドライヴ』を録音したが、のちにコルトレーン名義の作品『コルトレーン・タイム』（1962年）として再発された。
1960年代初頭には、キャンディド・レコードに録音を残している。のちに共演を重ねるアルトサックス奏者のジミー・ライオンズとの初共演は、1961年9月のギル・エヴァンスのアルバム『イントゥ・ザ・ホット』の録音であった。テイラーがフリー・ジャズにおいて強烈な個性を確立したのは『ネフェルティティ、ザ・ビューティフル・ワン・ハズ・カム』（1962年）からであった。1966年にはブルーノート・レコードに代表的なアルバムを残している。
1970年代以降はソロ・ピアノ、トリオ、ビッグバンドなど多彩な編成で活動を行なっている。1973年に初来日し、各地でコンサートを行った。5月22日、新宿・厚生年金会館大ホールで行われたライブは録音され『アキサキラ』として発表された。
1988年、6月から7月にかけて1ヵ月間コンサートをベルリンにおいて開催して、FMPレーベルに11枚のアルバムを残している。
ベルリンにおいて1999年まで開催されていたフリー・ジャズのライブ・イベント Total Music Meeting における演奏を録音したアルバムとして、1989年、1996年、1999年のものの計 6枚がある。
2013年度の京都賞思想・芸術部門（音楽分野）を受賞した。
2018年4月5日、ニューヨーク・ブルックリンの自宅で逝去。89歳没。死因は分かっていない。

## 批評
中山康樹は、「セシル・テイラーは、フリー・ジャズ以前から『変わった文体』をもっていた。つまりセシル・テイラーこそがフリー・ジャズの創始者の筆頭であった」と評している。
間章は、ギル・エヴァンスの1962年のアルバム『イントゥ・ザ・ホット』もセシル・テイラーのアルバムと捉えている。
1973年5月22日、新宿・厚生年金会館大ホールにおける公演の観客席には、日本のフリー・ジャズピアニスト山下洋輔がおり、テイラーの演奏に衝撃を受けた。2007年に、両者は共演をしている。
日本のジャズ・ミュージシャン大谷能生もファンであることを公言しており、自身のソロアルバム『JAZZ ABSTRACTIONS』にはテイラーの代表作『コンキスタドール』をサンプリングした楽曲が収録されている。

## バレエ・ダンス
ピアノに加え、テイラーはバレエ・ダンスにも興味があった。テイラーが若い頃に亡くなった彼の母親はバレエダンサーであり、ピアニスト、ヴァイオリニストでもあった。1977年、1979年にはダンサーのダイアン・マッキンタイアと協働。また、1979年には12分間のバレエ「Tetra Stomp: Eatin' Rain in Space」を作曲、演奏した。

## 詩人
テイラーは詩人でもあり、ロバート・ダンカン、チャールズ・オルソン、アミリ・バラカらの影響を受けている。自作の詩を演奏に用いたり、自らのアルバムのライナーノーツに掲載したりしている。『Chinampas』（1987年）には詩の朗読も収められている。

## ディスコグラフィ

### リーダー・アルバム
- 『ジャズ・アドヴァンス』 - Jazz Advance（1955年12月録音）(Transition) 1956年
- ジジ・グライス＆ドナルド・バード・ジャズ・ラボラトリーと共同名義, 『アット・ニューポート』 - At Newport（1957年7月録音）(Verve) 1958年
- 『ルッキング・アヘッド』 - Looking Ahead!（1958年6月録音）(Contemporary) 1959年
- 『ステレオ・ドライヴ』 - Stereo Drive（1958年10月録音）(United Artists) 1959年。
のち（改題）コルトレーン・タイム - Coltrane Time (United Artists/Blue Note) 1962年。
- 『ラヴ・フォー・セール』 - Love for Sale（1959年4月録音）(United Artists) 1959年

- 『セシル・テイラーの世界』 - The World of Cecil Taylor（1960年10月録音）(CANDID) 1960年
  - 『エアー』 - Air（1960年10月録音）(CANDID) 1988年（セシル・テイラーの世界の別テイク集）
- 『セシル・テイラー・オール・スターズ・ウィズ・ブエル・ネンドリンガー』 - Cecil Taylor All Stars Featuring Buell Neidlinger（1961年1月録音）(Victor/CANDID) 1977年（日本でのみ発売）
のち（改題）『ジャンピン・パンキンス』 - Jumpin' Punkins (CANDID) 1987年（北米とドイツで発売）
  - ビュエル・ネイドリンガーと共同名義, 『ニューヨークR&B』 - New York City R&B（1961年1月録音）(CANDID/Columbia)（ジャンピン・パンキンスの別テイク集）
  - 『セル・ウォーク・フォー・セレステ』 - Cell Walk for Celeste（1961年1月録音）(CANDID) 1988年（ジャンピン・パンキンスの別テイク集）
- 『ネフェルティティ、ザ・ビューティフル・ワン・ハズ・カム』 - Nefertiti, the Beautiful One Has Come（1962年10月録音）(Revenant) 1962年。（ジミー・ライオンズが参加）
のち（改題）『コンプリート・カフェ・モンマルトルー』 - Complete Live At The Cafe Montmartre (Revenant) 1997年。
- 『ユニット・ストラクチャーズ』 - Unit Structures（1966年5月録音）(Blue Note) 1966年（ジミー・ライオンズが参加）
- 『征服者』 のち（改題）『コンキスタドール』 - Conquistador!（1966年10月録音）(Blue Note) 1966年（ジミー・ライオンズが参加）
- Student Studies（1966年11月録音）(BYG Actuel) 1973年（ジミー・ライオンズが参加）
- Praxis（1968年7月録音）(Praxis) 1982年
- The Great Concert of Cecil Taylor（1969年7月29日録音）(Prestige/ 原盤は仏 Shandar の Nuits De La Fondation Maeght Vol. 1-3) 1977年（ジミー・ライオンズが参加）

- 『インデント』 - Indent（1973年3月録音）(Unit Core/Arista Freedom) 1973年（ソロ）
- 『アキサキラ：ライブ・イン・ジャパン』 - Akisakila（1973年5月録音）(TRIO) 1973年（「東京厚生年金会館」におけるライブ。ジミー・ライオンズが参加）
- 『ソロ』 - Solo（1973年5月録音）(TRIO) 1973年（イイノホールにおけるライブ）
- Spring of Two Blue J's（1973年11月録音）(Unit Core) 1974年（ライブ。ジミー・ライオンズが参加）
- 『黙舌』のち（改題）『サイレント・タン：ライヴ・アット・モントルー'74』 - Silent Tongues（1974年7月録音）(Freedom) 1974年（モントルー・ジャズ・フェスティバルにおけるライブ）
- 『ダーク・トゥ・ゼムセルヴズ』 - Dark to Themselves（1976年6月録音）(Inner City/Enja) 1977年（旧ユーゴスラビアのリュブリャナにおけるライブ。ジミー・ライオンズが参加）
- 『エア・アボーヴ・マウンテン』 - Air Above Mountains（1976年8月録音）(Inner City/Enja) 1978年（ライブ）
- 『メアリー・ルー・ウィリアムスと共同名義, Embraced（1977年4月録音）(Pablo Live) 1978年
- 『セシル・テイラー・ユニット』 - Cecil Taylor Unit（1978年4月録音）(New World) 1978年（ジミー・ライオンズが参加）
  - 3 Phasis（1978年4月録音）(New World) 1978年（セシル・テイラー・ユニットと同じセッション）
- 『ライヴ・イン・ザ・ブラック・フォレスト』 - Live in the Black Forest（1978年6月3日録音）(MPS) 1978年（ジミー・ライオンズが参加）
- One Too Many Salty Swift and Not Goodbye（1978年6月14日録音）(Hat Hut) 1980年（ジミー・ライオンズが参加）
- マックス・ローチと共同名義, Historic Concerts（1979年12月録音）(Soul Note) 1985年

- 『イット・イズ・イン・ザ・ブリューイング・ルミナス』 - It is in the Brewing Luminous（1980年2月録音）(Hat Hut) 1981年（ジミー・ライオンズが参加）
- 『フライ!フライ!フライ!フライ!フライ!』 - Fly! Fly! Fly! Fly! Fly!（1980年9月録音）(MPS) 1980年
- 『ジ・エイス』 - The Eighth（1981年11月8日録音）(Hat Hut) 1986年（ジミー・ライオンズが参加）
  - 『ガーデン』 - Garden（1981年11月16日録音）(Hat Hut) 1982年（ソロ）
- Winged Serpent (Sliding Quadrants)（1984年10月録音）(Soul Note) 1985年（ジミー・ライオンズが参加）
- 『真の美とは!：ライヴ・アット・スウィート･ベイジル』 - Iwontunwonsi（1986年2月8日録音）(Sound Hills) 1995年
  - 『アメーワ』 - Amewa（1986年2月8日録音）(Sound Hills) 1995年（真の美とは！と同じコンサート）
- 『フォー・オリム』 - For Olim（1986年4月9日録音）(Soul Note) 1987年（ベルリン Workshop Freie Musik におけるライブ）
  - 『オル・イワ』 - Olu Iwa（1986年4月12日録音）(Soul Note) 1987年（ベルリン Workshop Freie Musik におけるライブ）
- Live in Bologna（1987年11月3日録音）(Leo) 1987年（ボローニャにおけるライブ）
  - Live in Vienna（1987年11月7日録音）(Leo) 1988年（ウィーンにおけるライブ）
  - Tzotzil/Mummers/Tzotzil（1987年11月13日、16日、17日録音）(Leo) 1988年（パリ、ロンドンにおけるライブ）
  - Chinampas（1987年11月16日、17日録音）(Leo) 1987年（ロンドンにおけるライブ。詩の朗読を含む）
- Riobec（1988年6月17日録音）(FMP) 1988年（1ヶ月間コンサート。ベルリンにおけるライブ）
  - In East Berlin（1988年6月20日、21日録音）(FMP) 1988年
  - Regalia（1988年6月26日録音）(FMP) 1988年
  - The Hearth（1988年6月30日録音）(FMP) 1989年
  - Alms/Tiergarten (Spree)（1988年7月2日録音）(FMP) 1989年
  - ルイス・モホロと共同名義, Remembrance（1988年7月3日録音）(FMP) 1989年
  - Pleistozaen Mit Wasser（1988年7月9日録音）(FMP) 1989年
  - Spots, Circles, and Fantasy（1988年7月10日録音）(FMP) 1989年
  - Legba Crossing（1988年7月15日録音）(FMP) 1989年
  - Erzulie Maketh Scent（1988年7月16日録音）(FMP) 1989年
  - トニー・オクスレイと共同名義, Leaf Palm Hand（1988年7月17日録音）(FMP) 1989年
- In Florescence（1989年6月録音）(A&M) 1990年
- Looking (Berlin Version) Solo（1989年11月1日録音）(FMP) 1990年（ベルリン Total Music Meeting におけるライブ）
  - Looking (Berlin Version) The Feel Trio（1989年11月2日録音）(FMP) 1990年
  - Looking (Berlin Version) Corona（1989年11月3日、4日録音）(FMP) 1991年

- Celebrated Blazons（1990年6月録音）(FMP) 1993年
- 2Ts for a Lovely T2Ts for a Lovely T（1990年8月27日～9月1日録音）(Codanza) 2002年（CD 10枚組の限定版）
- Double Holy House（1990年9月22日、23日録音）(FMP) 1993年（ベルリンのベヒシュタイン・ホールにおけるライブ）
  - Nailed（1990年9月26日録音）(FMP) 2000年
  - Melancholy（1990年9月30日録音）(FMP) 1999年
- The Tree of Life（1991年3月録音）(FMP) 1998年（ベルリンにおけるライブ。ピアノ・ソロ）
- Always a Pleasure（1993年8月録音）(FMP) 1996年（ベルリンにおけるライブ）
- Almeda（1996年11月2日録音）(FMP) 2004年（ベルリン Total Music Meeting におけるライブ）
  - The Light of Corona（1996年11月3日録音）(FMP) 2003年
- Qu'a: Live at the Iridium, vol. 1 & 2（1998年3月録音）(Cadence Jazz) 1998年
- デューイ・レッドマン、エルヴィン・ジョーンズと共同名義, 『モメンタム・スペース』 - Momentum Space（1998年8月録音）(Verve) 1999年
- Algonquin（1999年2月録音）(Bridge) 2004年
- Incarnation（1999年11月4日録音）(FMP) 2004年（ベルリン Total Music Meeting におけるライブ）

- All The Notes（2000年2月録音）(Cadence Jazz) 2004年（ミネアポリスにおけるライブ）
- Complicité（2000年5月録音）(Les Disques Victo) 2001年（ケベック州ビクトリアビルにおけるライブ。CD 3枚組）
- The Willisau Concert（2000年9月録音）(Intakt) 2002年（スイスのヴィリザウにおけるライブ）
- The Owner of the River Bank（2000年録音）(Enja) 2003年（イタリア南部のルーヴォ・ディ・プーリアにおけるライブ）
- ビル・ディクソンおよびトニー・オクスレイと共同名義, Taylor/Dixon/Oxley（2002年録音）(Les Disques Victo) 2002年
- The Last Dance（2009年録音）(Cadence Jazz) 2003年
- Ailanthus / Altissima（2008年録音）(Triple Point Records) 2009年

### コンピレーション・アルバム
- In Berlin '88 (FMP) 1989年（1か月間コンサートのボックス・セット。CD 11枚組。）
- ラズウェル・ラッドと共同名義, Mixed (Impulse!) 1998年

### 参加アルバム
- ギル・エヴァンス・オーケストラ : 『ホットへの突入』→（改題）『イントゥ・ザ・ホット』 - Into the Hot（1961年9月、10月録音）(Impulse!) 1962年（コンピレーション Mixed にも収録）
- ジャズ・コンポーザーズ・オーケストラ : The Jazz Composer's Orchestra（1968年録音）(JCOA) 1968年
- フリードリヒ・グルダ : Nachricht vom Lande（1976年録音）(Brain) 1977年
- トニー・ウィリアムス : 『ジョイ・オブ・フライング』 - The Joy of Flying (Columbia) 1978年
- アート・アンサンブル・オブ・シカゴ : 『セロニアス・スフィア・モンク』 - Thelonious Sphere Monk（1990年録音）(DIW) 1991年